# 統一日報
統一日報（とういつにっぽう）とは、在日韓国人によって株式会社統一日報社から発行されている日本の新聞。本社は東京都港区元赤坂にあり、韓国のソウルに支社がある。代表取締役は姜昌萬。

## 概要
朝鮮半島が2つの国（大韓民国と朝鮮民主主義人民共和国）に分断されている現状を、在日韓国・朝鮮人や日本人に広く知らしめ、朝鮮半島の南北統一を訴えるために刊行された。
在日韓国・朝鮮人を対象とした新聞のため、基本的に日本語での発刊となっており、定期的に発刊されている韓国語の書籍は現在のところ存在しない（発行計画は存在する）。
他に、在日韓国人名録などを発行している。
なお、名称で誤解されることがあるが統一教会系の世界日報とは一切関係なく、統一日報のサイトにも「特定宗教団体」と関係がない旨が表記されている。

## 沿革
1959年（昭和34年）1月に東京で旬刊として朝鮮新聞という名前で創刊されたが、同年8月には休刊となる。その後、統一朝鮮新聞と名を変えて同年11月に復刊し、1961年から週刊、1973年には統一日報に改題して日刊（平日5日間の発行）となる。1998年には、再び週刊となり、現在に至る。
1973年7月より、株式会社ケイ・ジェイが発行していたが、契約数の減少により事業継続が困難となり、2017年2月22日に東京地方裁判所より破産手続き開始決定を受けた。負債総額は約9億2,000万円。発行は継続されている。

## 特徴
基本的に韓国の保守派に近い立場を取っており、朝鮮労働党や、韓国内の北朝鮮に融和的な団体を強く批判することが多い。北朝鮮による日本人拉致問題などを取り上げるときも、テロと表現している。

## 脚註
1. ↑  『帝国ニュース』No.14452 8頁 「全国倒産・動向記事」帝国データバンク 2017年3月10日